# 436
436（四百三十六、よんひゃくさんじゅうろく）は自然数、また整数において、435の次で437の前の数である。

## 性質
- 436は合成数であり、約数は 1, 2, 4, 109, 218, 436 である。
  - 約数の和は770。
- 4362 + 1 = 190097 であり、n2 + 1 の形で素数を生む62番目の数である。1つ前は430、次は440。(オンライン整数列大辞典の数列 A005574)
- 各位の和が13になる34番目の数である。1つ前は427、次は445。
- 436 = 62 + 202
  - 異なる2つの平方数の和で表せる131番目の数である。1つ前は433、次は442。(オンライン整数列大辞典の数列 A004431)
- 436 = 62 + 122 + 162
  - 3つの平方数の和1通りで表せる100番目の数である。1つ前は427、次は442。(オンライン整数列大辞典の数列 A025321)
  - 異なる3つの平方数の和1通りで表せる110番目の数である。1つ前は428、次は438。(オンライン整数列大辞典の数列 A025339)
- 436 = 22 × 109
  - 2つの異なる素因数の積で p2 × q の形で表せる54番目の数である。1つ前は428、次は452。(オンライン整数列大辞典の数列 A054753)
- 桁の調和平均が4になる8番目の数である。1つ前は364、次は444。(オンライン整数列大辞典の数列 A062182)
例．3/1/4 + 1/3 + 1/6 = 4
- n = 4 のときの n と 9n を並べてできる数である。1つ前は327、次は545。(オンライン整数列大辞典の数列 A009474)

## その他 436 に関連すること
- 西暦436年
- イーウチェンコ・プロフレース D-436 - ソビエト連邦のウクライナ・ソビエト社会主義共和国のイーウチェンコ設計局が開発した3軸式高バイパスターボファンエンジン。
- グリーゼ436（Gliese 436） - しし座の方向に33光年離れた位置にある赤色矮星。